# Ján Paulinský
Ján Paulinský (* 1936) je bývalý slovenský fotbalový trenér. Působil mj. jako asistent trenéra Lokomotívy Košice.

## Trenérská kariéra
- 1. československá fotbalová liga 1978/79 Lokomotíva Košice - asistent
- 1. československá fotbalová liga 1980/81 Lokomotíva Košice - asistent